# ABL Space Systems
ABL Space Systems — американская частная компания со штаб-квартирой в Эль-Сегундо, штат Калифорния, основанная в 2017 году и занимающаяся разработкой технологий ракет-носителей и систем запуска.
Первым проектом компании является двухступенчатая ракета-носитель лёгкого класса RS1, которая будет позволять выводить на НОО до 1350 кг полезной нагрузки. Её первая ступень будет оснащена девятью двигателями E2, а в качестве топлива ракета будет использовать пару «керосин + кислород». Стоимость пуска RS1 прогнозируется на уровне $12 млн.

## Концепция
В производстве Ракеты-носителя RS1 планируется использование ЧПУ и 3D-печати для снижения стоимости производства.
GS0 (deployable ground system) — это модульная развертываемая наземная система запуска.
Разделённая на ступени ракета-носитель и все компоненты GSO размещаются в стандартных ISO-контейнерах и легко транспортируются в любое место на планете авиационным, морским или наземным способом.
В качестве топлива будет использоваться керосин марки RP1 или Авиационное реактивное топливо Jet A а в качестве окислителя жидкий кислород. Они являются повсеместно доступными и так же могут доставляться к месту запуска в стандартных ISO танк-контейнерах.
Всё, что необходимо для развёртывания системы: плоская бетонная площадка размером 46 м на 15 м.
Необходимое время с начала развёртывания до пуска — приблизительно 25 дней.
К преимуществам своей ракеты в компании относят то, что благодаря модульной конструкции она позволяет осуществлять пуски из мест, где нет стандартных наземных стартовых комплексов.
Вместе с тем, коммерческие пуски компания планирует осуществлять с существующих коммерческих стартовых площадок.

## Планируемые стартовые площадки
В настоящее время[когда?] ABL готовятся к запуску со всех пяти лицензированных FAA площадок в США и одной в Великобритании.
1. База космических сил Ванденберг (VSFB) расположенное в округе Санта-Барбара штата Калифорния, США. АBL зарезервировала стартовую площадку LC-576E в северной части VSFB на долгосрочного основе. Эта стартовая площадка обеспечивает доступ к SSO и полярным орбитам.
2. Космопорт Камден в округе Камден, недалеко от города Вудбайн штат Джорджия, США.
3. Авиабаза Уоллопс на острове Уоллопс на восточном берегу Вирджинии, США.
4. Станция космических сил на мысе Канаверал (CCSFS) и Космический центр Кеннеди (KSC). ABL заключила соглашение о проведении операций по запуску RS1 со стартовой площадки LC-46 в CCSFS. Этот стартовая площадка аналогична по конфигурации VAFB SLC-576E. Она позволяет ABL запускать полезные нагрузки на орбиты с средним наклонением, а также на геостационарную переходную орбиту (GTO).
5. Кадьяк, Аляска. ABL заключила официальное соглашение с Alaska Aerospace Corporation о запуске RS1 с Тихоокеанского космодрома (PSC) в Кадьяке, Аляска.
6. Космический центр SaxaVord, Великобритания. Компания ABL была выбрана в партнерстве с Lockheed Martin Corporation в качестве поставщика услуг по запуску для программы запуска Pathfinder Соединенного Королевства, которая будет запущена с нового космодрома SaxaVord, расположенного в Унсте, Шетландские острова. Космодрома SaxaVord, ABL может использоваться для запусков на солнечно-синхронные, полярные орбиты и орбиты с большим наклонением.

## Хронология
Изначально ABL Space рассчитывала осуществить первый пуск RS1 ещё в 2021 году. Но с тех пор он несколько раз переносился. Причиной этого стали как последствия пандемии COVID-19, так и технические проблемы. Так в январе 2022 года вторая ступень RS1 взорвалась во время огневых испытаний на полигоне. Первая попытка запуска RS1, осуществленная в январе 2023 года, закончилась неудачей — после старта выключились все 9 двигателей первой ступени, ракета упала на стартовую площадку, частично повредив её. При подготовке ко второй попытке запуска RS1, в июле 2024 года, во время огневых испытаний двигателей из-за утечки топлива возник пожар, уничтоживший ракету.
В ноябре 2024 года компания ABL Space заявила, что переориентируется с рынка космических запусков на рынок систем противоракетной обороны. Предполагается, что ракета RS1 может использоваться как недорогая и оперативно развёртываемая в нужном районе система для запуска мишеней при испытаниях вооружений.